# Suryty
Suryty (deutsch Soritten) ist ein Dorf in der polnischen Woiwodschaft Ermland-Masuren. Es gehört zur Gmina Lidzbark Warmiński (Landgemeinde Heilsberg) im Powiat Lidzbarski (Kreis Heilsberg).
|  |

## Geographische Lage
Suryty liegt am Nordufer des Blankensee (polnisch Jezioro Blanki) im nördlichen Westen der Woiwodschaft Ermland-Masuren, zwölf Kilometer südlich der Kreisstadt Lidzbark Warmiński (Heilsberg).

## Geschichte
Das Dorf Soritten im ostpreußischen Kreis Heilsberg kam im Jahre 1874 als eine Landgemeinde zum neu errichteten Amtsbezirk Stolzhagen (polnisch Kochanówka). 196 Einwohner zählte Soritten im Jahre 1910.
Am 30. September 1928 wurden die benachbarten Gutsbezirke Galitten (polnisch Gajlity) und Termlack (Tremlak) nach Soritten eingemeindet. Die Einwohnerzahl der auf diese Weise vergrößerten Landgemeinde belief sich 1933 auf 248 und 1939 auf 243 Einwohner.
In Kriegsfolge wurde 1945 das gesamte südliche Ostpreußen an Polen abgetreten. Soritten erhielt die polnische Namensform „Suryty“ und ist heute eine Ortschaft im Verbund der Gmina Lidzbark Warmiński (Landgemeinde Heilsberg) im Powiat Lidzbarski (Kreis Heilsberg), von 1975 bis 1998 der Woiwodschaft Olsztyn, seither der Woiwodschaft Ermland-Masuren zugehörig. Im Jahre 2021 zählte Suryty 76 Einwohner.

## Religion

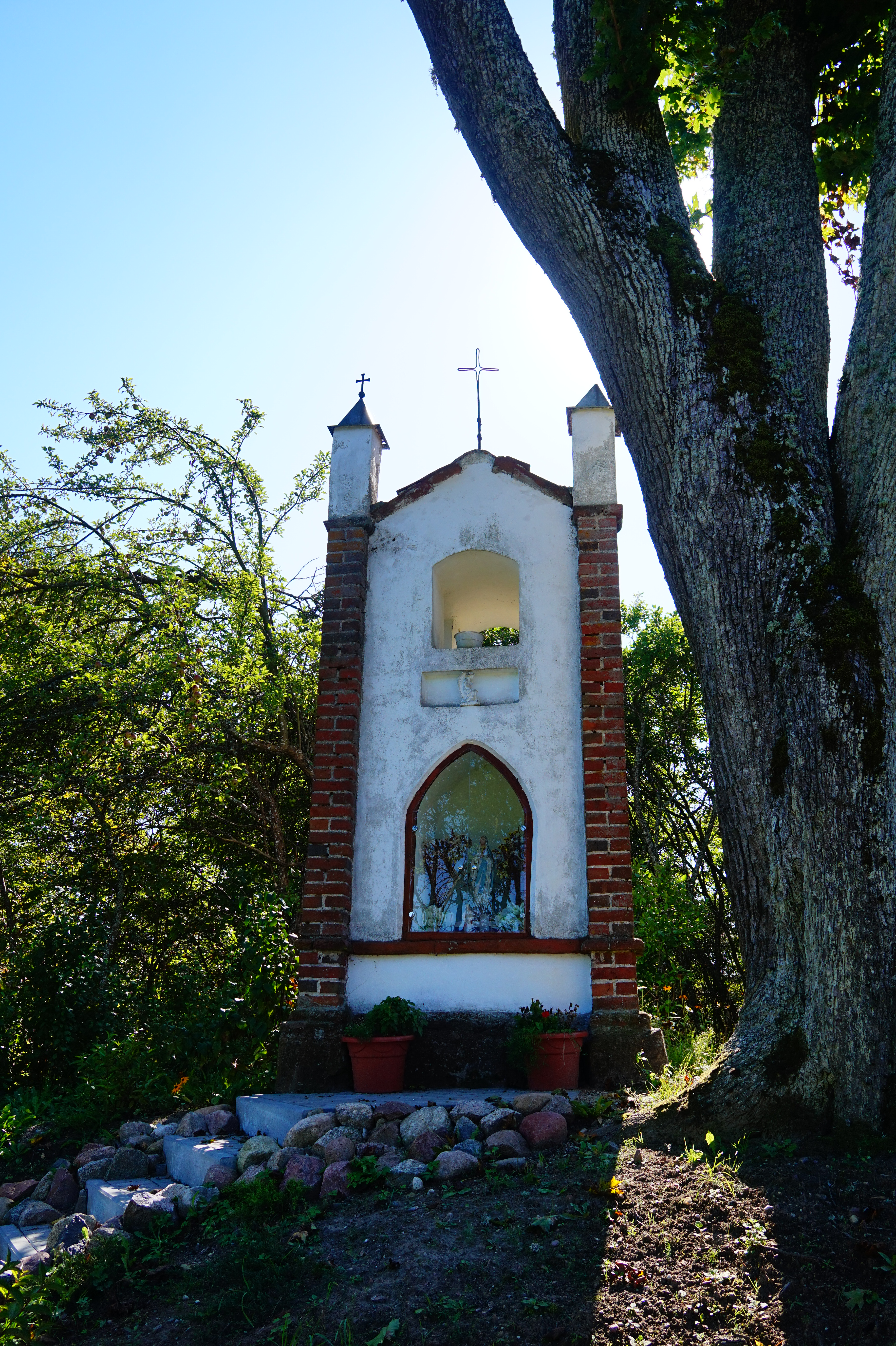
Bildstock in Suryty

Suryty ist heute wie Soritten bereits vor 1945 in die römisch-katholische Pfarrei Kochanówka (Stolzhagen), heute im Erzbistum Ermland gelegen, eingegliedert.
Bis 1945 war Soritten außerdem in die damalige evangelische Kirche Heilsberg in der Kirchenprovinz Ostpreußen der Kirche der Altpreußischen Union eingepfarrt, gehört aber heute zur Diözese Masuren der Evangelisch-Augsburgischen Kirche in Polen.

## Verkehr
Suryty ist von Jarandowo (Süßenberg) aus über eine Nebenstraße zu erreichen.
Eine Bahnanbindung besteht nicht.